# Caulophyllum thalictroides
Caulophyllum thalictroides är en berberisväxtart som först beskrevs av Carl von Linné, och fick sitt nu gällande namn av André Michaux. Caulophyllum thalictroides ingår i släktet Caulophyllum och familjen berberisväxter. Inga underarter finns listade i Catalogue of Life.

## Bildgalleri

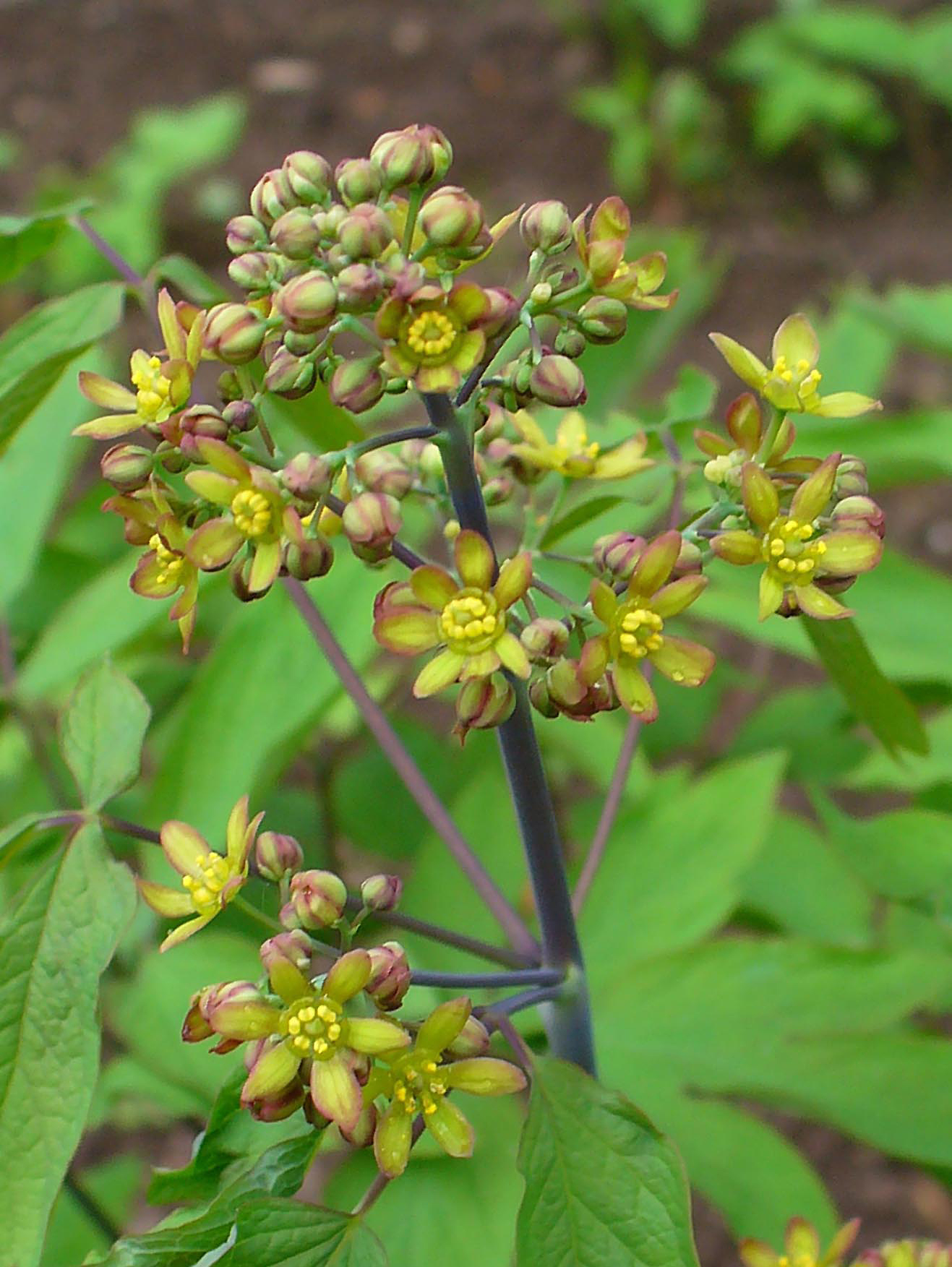